# Coelacanth
Coelacanther er fundet som flere hundreder millioner år gamle fossiler. Den blev regnet som uddød til et fund af en levende Coelacanth i Sydafrika i 1938.
Der er fundet to nulevende arter: Den blå fisk (Latimeria chalumnae) og Latimeria menadoensis. Latimeria menadoensis er brunlig med gyldne pletter på siderne. En 3. med finner som ben og grønne fosforiserende øjne blev fanget omkring juni 2007.

De bliver op til 2 m lange og vejer op til 100 kg. De fleste blå fisk er fanget med krog på 150-700 m dybde ved klipperev. Fra ubåd har man set, at de om dagen ligger flere sammen i klippehuler, sandsynligvis for at undgå hajer. Om natten spiser de bundfisk.
Den føder levende unger.